# Pati Wetan
Pati Wetan is een bestuurslaag in het regentschap Pati van de provincie Midden-Java, Indonesië. Pati Wetan telt 2879 inwoners (volkstelling 2010).